# Bellas mariposas
Bellas mariposas è un film del 2012 scritto e diretto da Salvatore Mereu, tratto dall'omonimo racconto di Sergio Atzeni, edito da Sellerio nel 1996.

## Trama
3 agosto. Via Corbaglius, quartiere di Santalamenera, periferia di Cagliari. La giornata di due adolescenti, Caterina detta "Cate" e Luna, la sua migliore amica. Cate spera di fuggire dalla periferia per fare la cantante "come Valerio Scanu o Marco Carta".

## Produzione
Anche se nella storia la protagonista indica esplicitamente il luogo di ambientazione, il film è stato girato a Cagliari, Nuovo Borgo Sant'Elia. Alcuni dialoghi sono girati nel dialetto cagliaritano della lingua sarda. La giovane protagonista è la "regista" del film, interloquisce con il regista, con la telecamera, dialoga con la macchina da presa. Il regista, originario di Nuoro, trascorre un anno nella periferia di Cagliari, collaborando con due scuole medie del posto, da cui poi ha selezionato i personaggi della pellicola, giovani attori non professionisti.

## Accoglienza
Secondo Giulio Angioni "il film, come il libro di Atzeni, racconta una giornata di due adolescenti, con tocco tanto più leggero quanto più è drammatica la vita delle protagoniste e della gente del loro rione sottoproletario".

## Premi e riconoscimenti
- 2013 - BIF&ST
  - Premio Tonino Guerra a Salvatore Mereu
  - Premio Anna Magnani a Sara Podda e Maya Mulas
  - Premio Giuseppe Rotunno a Massimo Foletti
- 2013 - Premio Suso Cecchi d'Amico (Castiglioncello) per la sceneggiatura
- Selezionato in concorso alla sezione "Orizzonti" della 69ª Mostra del cinema di Venezia.
- 2013 - Festival del cinema di Porretta Terme
  - Selezionato in concorso  alla sezione "Fuori dal giro"
- 2013 - Ciak d'oro[2]
  - Ciak d'oro Mini/Skoda Bello & Invisibile